# Mysidella nana
Mysidella nana är en kräftdjursart som beskrevs av Murano 1970. Mysidella nana ingår i släktet Mysidella och familjen Mysidae. Inga underarter finns listade i Catalogue of Life.